# Кінипс (річка)
Кінипс (дав.-гр. Κινυψ) — невеличка річка на північному узбережжі Африки між затоками Великий і Малий Сирт, в давнину в її долині випасали кіз, що славилися особливим тонким руном. Нині — Ваді Каам у Лівії.